# مستشفى كافنديش
مستشفى كافنديش هو منشأة للرعاية الصحية للمسنين، يقع في طريق مانشستر، بوكستون، ديربيشاير. تديره مؤسسة ديربيشاير لخدمات صحة المجتمع NHS Foundation Trust.

## التاريخ
كان المستشفى في الأصل عيادة عرفت باسم عيادة بًكستون، وهي منشأة طب للمسنين تأسست في بكستون كريسنت في عام 1935.  أصبحت العيادة جناحاً لطب الشيخوخة في مستشفى ديفونشاير الملكي في عام 1948  ثم نُقلت بعد ذلك إلى منشأة جديدة تمامًا في طريق مانشستر في عام 1966.   في يوليو 2017، أعلنت مجموعة التكليف السريري بشمال ديربيشاير عن إغلاق 18 سريرًا في المستشفى. أثارت عضو البرلمان المحلي روث جورج مخاوف بشأن الأمر مع فيليب دن، وزير الصحة، خلال مناقشة حول الصحة في مجلس العموم في أكتوبر 2017. 

## روابط خارجية
- موقع رسمي